# B(e)星

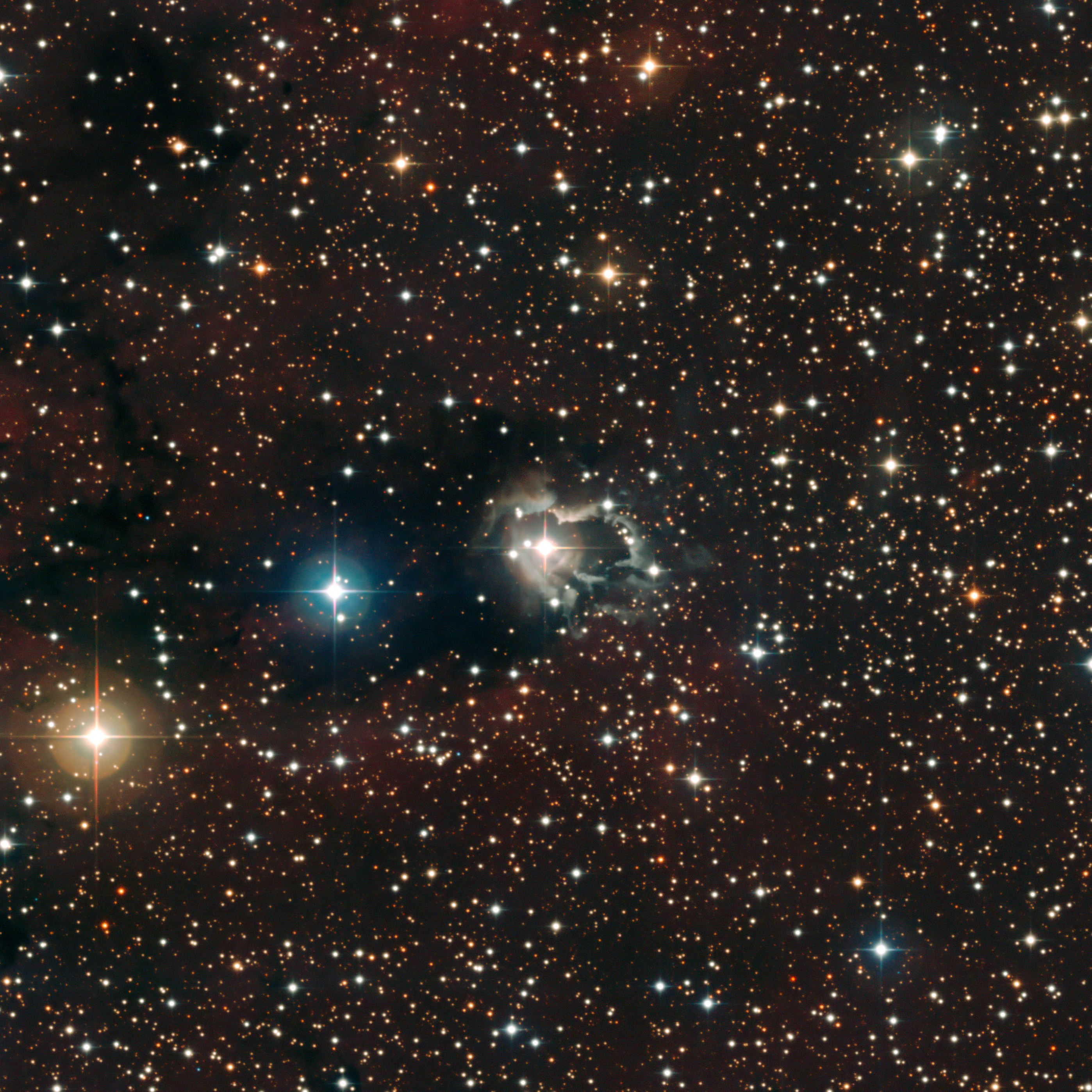
圍繞著B[e]星HD 87643周圍的星雲。

B[e]星，通常稱為B[e]型星，是光譜中具有獨特的禁制的中性或低電離發射線的B型恆星。這種類型來自光譜分類的B與表示發射譜線的e結合表示禁線的方括號組合而成。這類恆星通常也顯示出強烈的氫發射線，但這種特徵在其它的恆星中也存在，尚不足以將其分類為B[e]天體。觀測上的其他特徵包括線偏振通常是紅外輻射比普通的B型恆星強很多，被稱為紅外過量。由於B[e]的性質是短暫的，B[e]型恆星可能會表現出正常的B型光譜，而迄今為止，正常的B型恆星可能會變成B[e]型恆星。

## 發現
許多Be星被發現具有獨特的光譜特性。其中一個特性是偶爾存在鐵離子和其它的元素。
在1973年，對這一顆恆星，HD 45677或大犬座FS，的研究顯示了紅外過量，以及[OI]、[SII]、[FeII]、[NiII]和許多其它的禁線帶。
在1976年，一項對Be星和紅外過量的研究確定了一組恆星，這些恆星顯示出來自電離鐵和其它一些元素的禁制線。這些恆星儘管似乎由不同類型的恆星組成，但都被認為不同於經典的主序列Be星。為了這些恆星創造了B[e]星的分類。
一種B[e]星很容易被鑑定為高亮度的超巨星。到了1985年，在麥哲倫雲中發現8顆被塵埃籠罩的B[e]超巨星，但其它的被發現絕對不是超巨星。有些是聯星，其它的是原行星雲，"B[e]現象"這個術語被用來說明不同類型，但可以產生相同類型光譜的恆星。

## 分類
在認識到B[e]現象可能發生在幾種不同類型的恆星之後，天文學家將其分類命名為4個子類型： 
- B[e]超巨星（sgB[e]）
- 前主序B[e]星（HAeB[e])，赫比格Ae/Be星的一個子集。
- 緻密行星狀星雲B[e]星（cPNB[e]）
- 共生B[e]星（SymB[e]）

大約有一半已知的B[e]星不能歸入這些群組中，被稱為未分類B[e]星（unclB[e]星）。自此之後，未分類B[e]星被重新分類為大犬座FS型變星，這是已知最早被歸類為B[e]星的變星。

## 本質
禁線發射、紅外過量和其它表明B[e]現象的特徵本身，就為恆星的性質提供了強力的暗示。恆星被電離的氣體包圍，產生強烈的發射線，就與B[e]星相同。氣體充分的擴散，允許在外部的低密度區形成禁制帶，並形成產生紅外過量的塵埃。這些對所有B[e]星都是常見的特徵。

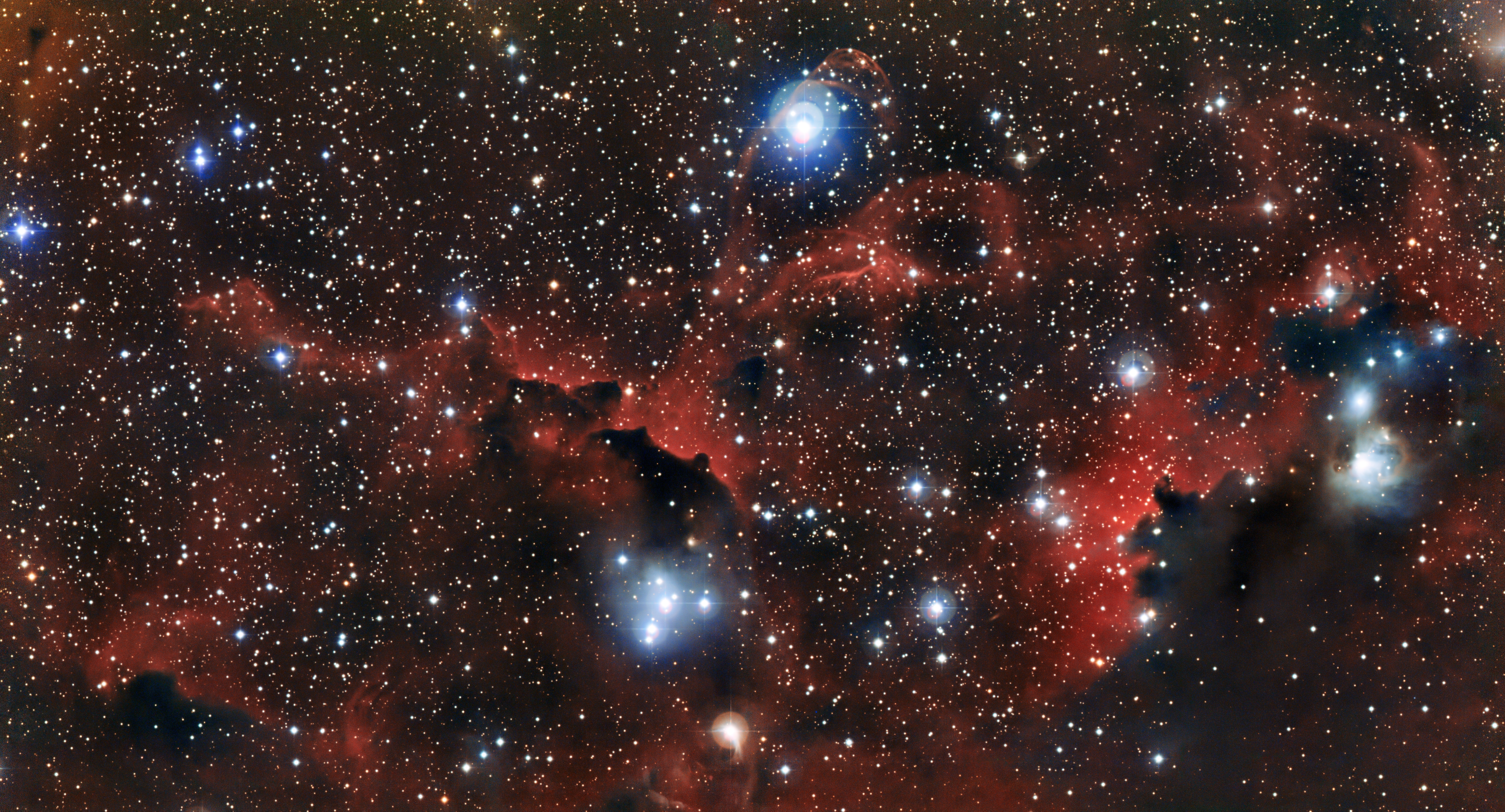
海鷗星雲是以赫比格Ae/Be星HD 53367為中心，大致成圓形的一個電離氫區。

sgB[e]星有炙熱且快速的風，會在恆星周圍產生擴散的物質，加上一個密度較高的赤道圓盤。HAeB[e]被組成恆星的分子雲殘餘物包圍著。共生B[e]星的物質通過洛希瓣從一顆恆星轉移至另一顆恆星時，可以產生圓盤狀的星周盤。cPNB[e]是後AGB星，它們在生命的最後階段是活躍的核融合恆星。大犬座FS型變星似乎是具有快速旋轉的分量，損失質量的聯星。